# J/70
J/70 — международный класс трейлерных килевых яхт, признанный WS(ISAF). Один из самых быстрорастущих классов килевых лодок в мире. За три года произведено более тысячи яхт, примерно 80% из которых регулярно принимает участие в соревнованиях, остальные используются как клубные и учебные. Имеется Международная Ассоциация класса. Национальные ассоциации в 26-ти странах мира на континентах Северной и Южной Америк, в Европе, Азии и Океании (Австралия). Ежегодно, начиная с 2014 года, проводятся Чемпионат Мира и Чемпионат Европы. 

## Описание класса
Скоростная, килевая, стеклопластиковая яхта-монотип, рассчитанная на простое владение, хранение и перемещение. Имеет небольшую каюту для укрытия. Рулевое перо крепится на транце, есть выдвижной бушприт, киль — плавниковый со свинцовым балластом. Экипаж — не менее трёх человек. Монопольным изготовителем яхт является фирма J/Boats.
- Просторный кокпит с открытым транцем
- Углепластиковая мачта с креплением на палубе
- Вертикальный подъёмный киль
- Небольшая каюта-укрытие
- Может оснащаться подвесным мотором мощностью до 2,5 л.с.
- Легко буксируется на трейлере стандартных дорожных габаритов.

Администрированием и развитием класса в России занимается Межрегиональная Общественная Организация «Национальная ассоциация яхт класса J/70». Большинство яхт предоставляются в аренду на соревнования и тренировки, благодаря чему участвуют спортсмены со всех регионов России. Число занимающихся в России в этом классе яхт на 2017 год – более 300 человек.

### 2023
Состоялся чемпионат России.

## Дополнительно посмотреть
- Классы яхт в России.